# Darwin Andrade
Darwin Andrade (Quibdó, 11 februari 1991) is een Colombiaans voetballer die als linksback speelt. Hij staat onder contract bij Deportivo Cali sinds juli 2017.

## Clubcarrière
Andrade speelde in Colombia bij La Equidad, waar hij in totaal 64 competitiewedstrijden speelde. In 2014 werd hij naar het Hongaarse Újpest FC getransfereerd. Die club leent hem tijdens het seizoen 2014/15 uit aan Standard Luik. Op 21 september 2014 debuteerde hij in de Jupiler Pro League tegen Waasland-Beveren. Hij verving Jelle Van Damme, die last had van zijn rug en verstek moest geven. Andrade hielp zijn team mee aan een 0-2-overwinning op de Freethiel.
Op 3 juli 2015 tekende hij een vierjarig contract tot juni 2019 bij Standard Luik, de club die hem het seizoen daarvoor gehuurd had.
In juli 2017 vertrok hij naar het Columbiaanse Deportivo Cali.

## Erelijst
Újpest FC
| Competitie          | Aantal | Jaren |
| ------------------- | ------ | ----- |
| Nationaal           |        |       |
| Beker van Hongarije | 1x     | 2014  |

 Standard Luik
| Competitie       | Aantal | Jaren |
| ---------------- | ------ | ----- |
| Nationaal        |        |       |
| Beker van België | 1x     | 2016  |